# Raymond Scott
Raymond Scott (pseudónimo de Harry Warnow, 10 de septiembre de 1908-8 de febrero de 1994) fue un compositor neoyorquino, músico experimental, pianista, ingeniero de sonido e inventor de instrumentos musicales electrónicos.

## Juventud e inicios musicales
Scott nació en Brooklyn, New York, hijo de Joseph and Sarah Warnow. Su hermano mayor, Mark Warnow, que fue director de orquesta, violinista, y director musical para el programa de radio de la CBS Your Hit Parade, alentó su carrera musical.
En 1931 se gradúa en la Juilliard School of Music, donde ha estudiado piano, teroría y composición. Comienza su carrera profesional como pianista para la banda de la CBS Radio. Su hermano (ocho años mayor que él) Mark dirigía la orquesta. Harry supuestamente adoptó el pseudónimo "Raymond Scott" para evitar que su hermano fuera acusado de nepotismo cuando la orquesta empezó a interpretar sus composiciones. En 1935 contrajo matrimonio con Pearl Zimney (1910–2001).
A finales de 1936, Scott formó una banda de entre sus compañeros de la CBS, llamada "Raymond Scott Quintette". Se trataba de un sexteto en realidad, pero, según bromeó con un periodista algún tiempo después, temía que las connotaciones eróticas de la palabra "sexteto" pudieran distraer al público de la música. Los músicos que lo acompañaban eran Pete Pumiglio (clarinete); Bunny Berigan (trompeta, reemplazado tempranamente por Dave Wade); Louis Shoobe (bajo vertical); Dave Harris (saxo tenor); y Johnny Williams (batería). Hicieron sus primeras grabaciones en Nueva York, el 20 de febrero de 1937, para el sello Master Records, propiedad de Irving Mills (quien también era mánager de Duke Ellington).
El "Quintette" era un in intento de Scott por revitalizar la música swing con una menor dependencia de la improvisación. Denominaba su estilo como "jazz descriptivo", y titulaba sus obras de un modo muy inusual; títulos como "New Year's Eve in a Haunted House" (Nochevieja en una casa encantada); "Dinner Music for a Pack of Hungry Cannibals" (Música de cena para un grupo de caníbales hambrientos), esta última grabada por el Kronos Quartet in 1993; y "Bumpy Weather Over Newark" (Clima muy movido en Newark). Al mismo tiempo que alcanzaba una alta estima popular, los críticos de jazz consideraban la suya una música barata. Además de llegar a ser una figura relevante en los estudios de grabación, de radio y en las salas de conciertos, Scott escribió a menudo sobre teoría musical, creando controversias muy discutidas, como se refleja en las numerosas entrevistas que concedió al respecto para medios como Down Beat, Metronome y Billboard.
Scott creía en que la composición y la práctica de la música debían concentrarse en el oído y la intuición (cita: "Se toca mejor si cierras los ojos"). Él no componía sobre papel, sino "sobre su banda": canturreando frases a sus músicos, o proponiendo ritmos y riffs desde el teclado, dando indicaciones a los interprétes mientras la melodía iba construyéndose. Todo se hacía de oído, sin transcripciones escritas (un proceso denominado "arreglos de cabeza") —"arreglo" en el sentido musical del término—. Scott, que también era un diestro ingeniero de sonido, grababa los ensayos de su banda y los empleaba como base para desarrollar sus composiciones. Reconstruía, resecuenciaba o eliminaba pasajes, añadía temas de otros discos para elaborar la obra final. Durante el desarrollo, sus músicos podían participar e improvisar, pero una vez terminada, la pieza quedaba relativamente fijada, con margen sólo para pequeñas desviaciones improvisadas —una práctica que enervaba a algunos críticos y puristas del jazz—. Aunque el control del estilo y el repertorio de la banda era férreo por parte de Scott, raramente tomaba el protagonismo y prefería dirigir la banda desde el teclado, dejando el lucimiento de los solos para el resto de los músicos. Asimismo, Scott gustaba de adaptar motivos clásicos en sus composiciones, lo cual le granjeó el desprecio de quienes lo acusaban de "trivializar a los clásicos". El público, en cambio, compraba sus discos por millones, aparentemente insensible a dicha controversia.
El "Quintette" existió de 1937 a 1939 y acumuló numerosos éxitos de ventas como "Twilight in Turkey", "Minuet in Jazz", "War Dance for Wooden Indians", "Reckless Night on Board an Ocean Liner", "Powerhouse" y "The Penguin". Una de las composiciones más conocidas de Scott es "The Toy Trumpet", una alegre pieza pop muy reconocible. En la película de 1938 Rebecca la de la granja del sol, Shirley Temple canta una versión de esta misma canción. La interpretación del tompretista Al Hirt con Arthur Fiedler y The Boston Pops en 1955 se ha convertido en un clásico. Otra muy versionada y regrabada pieza de Scott, "In An Eighteenth-Century Drawing Room", es una adaptación del tema inicial de la Sonata para piano en Do, K. 545 de Mozart.
En 1939, Scott, buscando nuevos desafíos durante la era swing, transformó su "Quintette" en una big band, agregando al bajista Chubby Jackson. Tanto Jackson como Scott eran músicos de enorme éxito. Cuando Scott fue nombrado director musical de CBS Radio en 1942, hizo historia al romper la barrera racial, organizando la primera banda musical de radio racialmente integrada. Durante los siguientes dos años, contrató a algunos de los pesos pesados más potentes de la escena del jazz negro, por ejemplo el saxofonista Ben Webster, el trompetista Charlie Shavers, el bajista Billy Taylor, el también trompetista Emmett Berry, el trombonista Benny Morton, y el baterista Cozy Cole. Scott —quien una vez aseguró a un entrevistador que nunca se contrataría a sí mismo como pianista para una de sus bandas— renunció en 1942 a los teclados dentro de sus conjuntos musicales para concentrarse en la gestión, composición y los arreglos de la música que interpretaban. (Aunque más tarde retomó el piano en algunas de esas bandas.)

## Carrera musical
Después de trabajar como director musical de numerosos programas en CBS Radio de 1942 to 1944, Scott empezó nuevos proyectos. Compuso y arregló la música (con libreto de Bernie Hanighen) del musical de Brodway de 1946 Lute Song, protagonizado por Mary Martin y Yul Brynner.
A finales de los cuarenta, al tiempo que el guitarrista e ingeniero Les Paul grababa con Mary Ford, Scott comenzó a grabar canciones pop empleando técnicas multi-pista con la voz de la cantante Dorothy Collins (1926–1994), su segunda esposa. Muchas de estas grabaciones se lanzaron comercialmente, pero esta temprana y poco desarrollada técnica no le consiguió los éxitos de los que sí disfrutaban Les Paul and Mary Ford.
Ya en 1948, Scott formó un nuevo "quinteto" de seis miembros que actuó como banda residente durante unos meses para el programa de CBS Radio Herb Shriner Time. El conjunto también hizo grabaciones de estudio y algunas de ellas fueron lanzadas en un sello fundado por el propio Scott y que tuvo una corta vida, llamado Master Records. (No se trata del sello homónimo propiedad de Irving Mills; Scott, supuestamente, puso el nombre a su sello en homenaje a la por entonces ya difunta compañía de Mills.)
Cuando su hermano Mark Warnow murió en 1949, Scott lo sustituyó al frente de la orquesta en el popular programa radiofónico de CBS Radio Your Hit Parade, patrocinado por la marca de tabaco Lucky Strike. El programa se movió al año siguiente a la NBC y Scott continuó como director hasta 1957. Aunque el puesto era prestigioso y estaba bien pagado, Scott lo consideraba estrictamente como un medio de financiación para sus investigaciones en música electrónica que aún permanecieron largo tiempo fuera del conocimiento del público general.
En 1950, Scott compuso su primera y única obra clásica "seria", titulada Suite for Violin and Piano.
La suite, de cinco movimientos, fue interpretada en el Carnegie Hall el 7 de febrero de 1950, por el violinista Arnold Eidus y el pianista Carlo Bussotti, el cual grabó la obra a continuación. (En ese momento no fue lanzada comercialmente, pero sí en noviembre de 2012 tanto en formato digital como en soporte CD por Basta Audio-Visuals.)
En 1958, mientras trabajaba como director de A&R (artistas y repertorio) para Everest Records, Scott produjo el álbum de la cantante Gloria Lynne Miss Gloria Lynne. La banda repetía a algunos de los músicos de estudio que participarían en el proyecto "Secret 7" de Scott en 1959 (p.e., Milt Hinton, Sam "The Man" Taylor, George Duvivier, Harry "Sweets" Edison, Eddie Costa, Kenny Burrell o Wild Bill Davis).

## Electrónica e investigación
Scott, que asistió al Instituto técnico Superior de Brooklyn, fue un temprano pionero de la música electrónica y un osado ingeniero de sonido. Durante las décadas de 1930 y 1940, en muchas de las sesiones de grabación de su banda se situaba en la sala de control, monitorizando y ajustando la acústica, a menudo por medios revolucionarios. Como escribieron Gert-Jan Blom y Jeff Winner, "Scott deseaba controlar todos los aspectos de la captura y manipulación del sonido. Su interés especial por los aspectos técnicos de la grabación, combinado con instalaciones de última generación a su disposición, le proporcionaron enorme experiencia práctica como ingeniero".
En 1946, Scott fundó Manhattan Research Inc., una división de Raymond Scott Enterprises, y anunció que "diseñaría y manufacturaría dispositivos y sistemas de música electrónica". Así como diseñaba dispositivos para su propio uso, Manhattan Research Inc. proveyó a los consumidores de servicios y una variedad de dispositivos "para la creación de música electrónica y música concreta"; componentes como moduladores en anillo, moldeadores de onda, tono y curva, y filtros. También algunos instrumentos de un interés único como el "teclado celemín", los "generadores electrónicos de percusión cromática" y los "generadores en círculo." Scott a menudo describió Manhattan Research Inc. como «más que una fábrica de ideas: un centro de sueños donde la excitación de mañana se vuelve disponible hoy». Bob Moog, desarrollador del Sintetizador Moog, conoció a Scott en los cincuenta, diseñó circuitos para él en los sesenta, y lo reconoce como una influencia importante.
Sobre el empleo de numerosos instrumentos de su invención, como el Clavivox y el Electronium, Scott grabó composiciones electrónicas futuristas para su uso en anuncios publicitarios de televisión y radio, así como discos íntegramente compuestos con música electrónica. Una serie de tres álbumes diseñada para arrullar el sueño de los niños, la innovadora obra de Scott Soothing Sounds for Baby, fue lanzada en 1964 en colaboración con el Instituto Gesell para el desarrollo del niño. Esa música no tuvo demasiado éxito comercial entre el público de aquella época. Aun así, Manhattan Research, Inc. obtuvo un considerable éxito proveyendo de texturas sonoras sorprendentes y pegadizas a anuncios comerciales.
Scott desarrolló los primeros dispositivos capaces de producir una serie automática de tonos musicales electrónicos en secuencia. Más tarde se atribuyó la autoría del secuenciador polifónico. (Aquí debe considerarse que sus dispositivos electromecánicos tenían poco parecido con los secuenciadores totalmente electrónicos de finales de los años sesenta.) Comenzó a trabajar en una máquina que, según Scott, compondría empleando inteligencia artificial. El Electronium, como Scott lo llamaba, con su vasta gama de mandos, botones y paneles es considerado como el primer sintetizador de autocomposición.
Otros proyectos de Scott eran menos complejos, aunque también ambiciosos. En las décadas de los 50 y los 60, patentó un gran número de productos de consumo que llevaron los sonidos producidos electrónicamente a las casas y vidas de sus contemporáneos. Entre ellos, había timbres telefónicos, alarmas, carrillones y sirenas, máquinas expendedoras y ceniceros con acompañamiento musical, un sonajero electrónico musical y un juguete sexual para adultos que producía diversos sonidos en función de cómo dos personas se tocaran mutuamente. Era una creencia de Scott el que estos dispositivos "actualizarían electrónicamente los muchos sonidos que hay a nuestro alrededor - los sonidos funcionales."
Scott y Dorothy Collins se divorciaron en 1964 y, en 1967, volvió a casarse con Mitzi Curtis (1918–2012). Durante la segunda mitad de los sesenta, mientras su obra progresaba, Scott se volvió cada vez más reservado sobre sus inventos e ideas y empezó a aislarse progresivamente; sí que aceptaba dar algunas entrevistas, pero no hacía presentaciones públicas, y dejó de lanzar discos. En 1966-67, Scott (bajo el nombre secreto de "Ramond Scott") compuso y grabó bandas sonoras electrónicas para algunas películas experimentales de los Teleñecos promovidas por Jim Henson.
Durante su periodo jazz/big band, Scott había sobrellevado tensas relaciones con los músicos a los que empleaba (cita: "Nadie trabajaba con Scott; todo el mundo trabajaba bajo el mando de Scott"). Sin embargo, cuando su carrera se vio inmersa en los artefactos electrónicos, desarrolló otras amistades y parecía preferir la compañía de técnicos de sonido, incluidos Bob Moog, Herb Deutsch, Thomas Rhea y Alan Entenmann. De vez en cuando Scott recibía a visitantes curiosos en su laboratorio, como el renombrado músico y pionero electrónico Jean-Jacques Perrey, en marzo de 1960.
En 1969, Berry Gordy, promotor musical de Motown Records, advertido de que un loco científico musical estaba desarrollando misteriosos aparatos, visitó a Scott en sus laboratorios de Long Island para ser testigo de cómo funcionaba el Electronium. Impresionado por sus infinitas posibilidades, Gordy contrató a Scott en 1971 como director del departamento de música electrónica e investigación de Motown en Los Ángeles, un puesto en el que se mantuvo hasta 1977. Ninguna grabación de la Motown usando las invenciones de Scott ha sido todavía públicamente acreditada.
Guy Costa, jefe de operaciones e ingeniero jefe en Motown de 1969 a 1987, dijo sobre la contratación de Scott: «Empezó a trabajar originalmente [en el Electronium]. Montaron un estudio sobre el garaje de la casa de Berry y trabajó allí de modo que Berry pudiera involucrarse y observar sus progresos. La unidad nunca llegó a finalizarse —Ray tenía un auténtico problema a la hora de delegar. Aquello siempre estaba en fase de desarrollo. Eso es un problema para Berry. Él quería gratificación instantánea. Con el tiempo, su interés empezó a desinflarse después de un periodo de, probablemente, unos dos o tres años. Al final, Ray se llevó todo aquello a su casa y siguió trabajando allí. Berry perdió el interés por completo, ya que estaba ocupado haciendo películas de Diana Ross.»
Scott, más tarde, afirmó que había gastado "11 años y casi un millón de dólares en desarrollar el Electronium". Scott quedó, a partir de entonces, desempleado un largo tiempo, y casi inactivo. Seguía modificando sus invenciones, con el tiempo adaptó sus sistemas a los dispositivos y computadoras MIDI primitivos. Sufrió varios ataques al corazón, se quedó prácticamente sin dinero y acabó por convertirse el clásico sujeto protagonista de la pregunta "¿Qué fue de...?".
En la década de 1980 Scott ya había sido completamente olvidado por el público. En 1987 sufrió una apoplejía que lo dejó incapaz de trabajar o, incluso, de articular una conversación coherente. Sus grabaciones fueron descatalogadas, sus instrumentos electrónicos se convirtieron en reliquias de coleccionista, y los derechos de propiedad intelectual sobre su música, antaño abundantes, quedaron mermados casi en su totalidad.

## Secret Seven
En 1959, Scott organizó una banda de músicos de jazz de primer nivel y grabó un álbum titulado The Unexpected, bajo el nombre de The Secret Seven, producido por el sello Top Rank Records. El secreto se extendió al ocultarse la identidad de los músicos en los créditos del libreto. Los mismos fueron luego identificados como Elvin Jones, Milt Hinton, Kenny Burrell, Eddie Costa, Sam "The Man" Taylor, Harry "Sweets" Edison, Wild Bill Davis y Toots Thielemans.

## Los dibujos animados
En 1943, Scott vendió sus producciones musicales a Warner Bros., quien permitió a Carl Stalling, director musical de Looney Tunes y Merrie Melodies, adaptar cualquier cosa del catálogo de Warner.
Stalling immediatamente comenzó a acribillar sus partituras para animaciones con referencias a Scott, por ejemplo en The Great Piggy Bank Robbery. Además de ser usadas para Looney Tunes y Merrie Melodies, las melodías de Scott han sido autorizadas para propulsar las travesuras de Los Simpsons, Ren y Stimpy, Animaniacs, The Oblongs, Batfink y Duckman. El tema "Powerhouse" ha sido usado diez veces en producciones de la Warner Brothers como Looney Tunes: Back in Action (2003).

## Oscuridad y redescubrimiento
Su legado vivió una resurrección a comienzos de los años noventa, toda vez que Irwin Chusid conoció a Raymond y a su esposa Mitzi Curtis en su hogar de California y descubrió su vasta colección de grabaciones inéditas de ensayos y sesiones de estudio. En 1992, la publicación de Reckless Nights and Turkish Twilights en Columbia Records producida por Irwin Chusid (con Hal Willner como productor ejecutivo) fue la primera compilación en CD de una gran discográfica de su innovador quinteto de seis músicos de 1937–39. Un año antes, Irwin Chusid y Will Friedwald produjeron un CD de las actuaciones en vivo del quinteto titulado The Man Who Made Cartoons Swing para el sello Stash. En esta época, el director del show de Ren y Stimpy, John Kricfalusi, comenzó a puentear sus episodios animados con grabaciones originales del quinteto de Scott. A finales ya de los noventa, The Beau Hunks (un conjunto holandés originalmente formado para interpretar música creada por Leroy Shield para las películas de Laurel y Hardy lanzó dos álbumes con repertorio del sexteto de Scott (alias "Quintette"), Celebration on the Planet Mars y Manhattan Minuet (ambos en Basta Audio-Visuals). Varios miembros de Beau Hunks (reconfigurado como "Saxtet", luego como "Soctette") también interpretaron y grabaron distintos trabajos de Scott, a veces en colaboración con la Metropole Orchestra.
La canción "Powerhouse" ha sido usada promocionalmente por el canal Cartoon Network, y también ha sido interpretado por la banda de rock Rush en su tema de 1978 "La Villa Strangiato" dentro del álbum Hemispheres. La misma melodía fue reinterpretada como "Bus to Beelzebub" por la banda neotorquina Soul Coughing, que también han usado sonidos creados por Scott en otras canciones; por ejemplo toman parte de "The Penguin" en su canción "Disseminated." They Might Be Giants incorporaron también "Powerhouse" en su música, parcialmente incluida en la canción "Rhythm Section Want Ad" de su disco homónimo de debut They Might Be Giants en 1986. En 1993, el director musical de Warner Bros. Richard Stone compuso la partitura de un capítulo completo de Animaniacs, producida por Steven Spielberg, sobre "Powerhouse" (el episodio, titulado "Toy Shop Terror," apenas tiene ningún diálogo, salvo en los segundos finales). A finales de 2006, "Powerhouse" comenzó a emitirse regularmente como banda sonora de un anuncio televisivo de Visa. También apareció en Los Simpsons, como ya se ha mencionado.
El clarinetista Don Byron ha grabado e interpretado en directo la música de Scott, como también Kronos Quartet, Steroid Maximus (J. G. Thirlwell), Jon Rauhouse, The Tiptons (con Amy Denio), el Quartet San Francisco de Jeremy Cohen, Skip Heller, Phillip Johnston, y otros muchos. Robert Wendel hizo los arreglos musicales de seis piezas de Scott y un popurrí para orquesta sinfónica a mediados de los 90. El septeto, establecido en Nueva York, bajo el nombre The Raymond Scott Orchestrette grabó un álbum con interpretaciones radicalemnte modernas de las composiciones de Scott (Evolver Records, 2002) y aún lo interpreta de cuando en cuando. Jenny Lin, pianista clásica, versionó "The Sleepwalker" de Scott en su dico InsomniMania (Koch Classics, 2008).
Un doble disco póstumo, Manhattan Research Inc. (Basta, 2000, coproducido por Gert-Jan Blom y Jeff Winner), expone los trabajos pioneros en música electrónica de Scott desde 1950 hasta 1970 (e incluye un libro de 144 páginas). Microphone Music (Basta, 2002, producido por Irwin Chusid con Blom y Winner como asesores), explora la obra original del "Quintette". La publicación en 2008 del CD Ectoplasm (Basta) registra una segunda (1948–49) encarnación del formato "quinteto" de seis hombres, con la entonces futura espora de Scott, Dorothy Collins, cantando en bastantes de los temas.
Mark Mothersbaugh, miembro fundacional de Devo, a través de su compañía Mutato Muzika, adquirió el único (no en uso) Electronium que existe en 1996, con la intención de restaurarlo y ponerlo en funcionamiento. En noviembre de 2012, el equipo de restauración fue capaz de conseguir que el Electronium funcionara y produjera sonidos básicos.
En España, el también sexteto Racalmuto, liderado por Miguel Malla (saxo tenor, saxo alto, clarinete y voz) y compuesto por Juan Luis Ramírez (clarinete), David Herrington (trompeta y voz), Javier López (piano), Pablo Navarro (contrabajo) y Daniel Parra (batería), sostiene parte de su repertorio y de su espíritu sobre el recuerdo de Raymond Scott.

## Citas
- "Quizás en los próximos cien años, la ciencia perfeccionará un proceso de transferencia de pensamiento del compositor al escuchante. El compositor se sentará solo sobre un escenario y simplemente 'pensará' en su concepción idealizada de la música. En lugar de las grabaciones de sonidos musicales actuales, las grabaciones portarán las ondas mentales del compositor a la mente de quien escucha."  -Raymond Scott, 1949
- "El compositor debe tener en cuenta que el oyente de radio no oye música directamente. Él oye sólo después de que el sonido ha pasado a través de un micrófono, amplificadores, líneas de transmisión, el transmisor de radio y, por último, el propio aparato de altavoz." -Raymond Scott, 1938
- "Empezar a penetrar la música de Raymond Scott fue como descubrir el nombre de un compositor al que llevo esuchando toda la vida, que hasta ese momento era desconocido. Él es, claramente, unos de los más grandes compositores de EEUU."-David Harrington, Kronos Quartet
- "Es uno de esos tipos de primera línea que exploran áreas inexploradas y allanan el camino para otros. La vida es corta. Siempre hay que ir a las fuentes, fuentes como Raymond Scott."-Henry Rollins
- "Fue una gran cosa para mí descubrir los bucles infernales de Raymond Scott -'Bus to Belzeebub' es también de Raymond Scott-. Si Soul Coughing se terminara mañana, probablemente me ganaría la vida produciendo discos de hip hop, usando nada más que breakbeats de Raymond Scott, y de la orquesta de la Warner Bros. de Carl Stalling cuando toca composiciones Raymond Scott."-Mike Doughty de Soul Coughing
- "Los extravagantes y memorables temas [de Scott] como 'Powerhouse' en las animaciones de Warner Bros., puede decirse que ayudaron a conformar la estética tras la guerra tanto como lo hicieran Elvis o Los Beatles."-John Corbett, Chicago Reader
- “Raymond Scott estuvo sin duda alguna en la vanguardia del desarrollo tecnológico de la música electrónica, y en la vanguardia de su uso comercial como músico.”-Bob Moog

## Discografía (LP y CD)
- Raymond Scott and His Orchestra Play (LP, MGM Records, 1953)
- This Time With Strings (LP, Coral Records, 1957; CD, Basta Audio-Visuals, 2008)
- Rock 'n Roll Symphony (LP, Everest Records, 1958)
- The Secret 7: The Unexpected (LP, Top Rank Records, 1960; CD, Basta Audio-Visuals, 2003)
- Soothing Sounds for Baby volumes 1-3 (LP, Epic Records, 1963; CD, Basta Audio-Visuals, 1997)
- The Raymond Scott Project: Vol. 1: Powerhouse (CD, Stash Records, 1991)
- The Music of Raymond Scott: Reckless Nights and Turkish Twilights (CD, Columbia Records, 1992; Columbia/Legacy, 1999)
- Manhattan Research Inc. (CD, Basta Audio-Visuals, 2000)
- Microphone Music (CD, Basta Audio-Visuals, 2002)
- Ectoplasm (CD, Basta Audio-Visuals, 2008)
- Suite for Violin and Piano (CD, Basta Audio-Visuals, 2012)[17]
- Raymond Scott Songbook (CD, Li'l Daisy / Daisyworld, 2013)[18]
- Raymond Scott Rewired (álbum de remezclas), CD, Basta Audio-Visuals, 2014)[19]

## Composiciones
- Powerhouse - Frecuentemente usada por Warner Brothers en sus animaciones como fondo para secuencias 'industriales', de 'maquinaria en acción', o 'labores repetitivas'.
- In "An 18th Century Drawing Room" - Adaptación del primer movimiento de la Sonata para piano en Do, K. 545 de Mozart.

## Películas y televisión
Además de las animaciones de la Warner Brothers (que fueron en principio compuestas para emisiones en cine), las siguientes películas incluyen grabaciones y/o piezas compuestas por Scott: Nothing Sacred (1937, diversos estándares adaptados); Ali Baba Goes to Town (1938, "Twilight in Turkey" y "Arabania"); Happy Landing (1938, "War Dance for Wooden Indians"); Rebecca de la granja del sol (1938, "The Toy Trumpet"; con letra de Jack Lawrence); Just Around the Corner (1938, "Brass Buttons and Epaulettes" [interpretada por el Quintette de Scott, pero no compuesta por él]); Sally, Irene and Mary (1938, "Minuet in Jazz"); Bells of Rosarita (1945, "Singing Down the Road"); Not Wanted (1949, tema y arreglos orquestales); The West Point Story'' (1950, "The Toy Trumpet"); Storm Warning (1951, "Dinner Music for a Pack of Hungry Cannibals"); The Trouble with Harry (1955, "Flagging the Train to Tuscaloosa"; libreto por Mack David); Never Love a Stranger (1958, notaciones); The Pusher (1960, notaciones); Clean and Sober (1988, "Singing Down the Road"); Honey, I Shrunk the Kids (1989, "Powerhouse" [sin acreditar, pero confirmado por una resolución de litigio extrajudicial]); Search and Destroy (1995, "Moment Whimsical"); Funny Bones (1995, "The Penguin"); Lulu on the Bridge (1998, "Devil Drums"); Looney Tunes: Back in Action (2003, "Powerhouse"); Starsky and Hutch_(película) (2005, "Dinner Music for Pack of Hungry Cannibals"); RocknRolla (2008, "Powerhouse")
Una grabación inédita de 1938 de una composición y grabación de Scott titulada "Rococo" se empleó al final de un episodio 30 Rock titulado "Stride of Pride" que fue emitido el 18 de octubre de 2012. La serie televisiva Family Law empleó la grabación de Don Byron de "Powerhouse" durante un episodio de febrero de 2001. Saturday Night Live también ha utilizado "Powerhouse" en numerosas ocasiones, así como "Twilight Zone", de 1960, en un sketch de 1993.

## Teatro
- Lute Song (1946) - Musical - compositor and orquestador; la producción incluía la canción pop más grabada de Scott "Mountain High, Valley Low" (letra de Bernard Hanighen).
- Peep Show (1950, producido por Mike Todd) - compuso "Desire" para acompañar el baile de la "Cat Girl".
- Powerhouse (2009, producida por Sinking Ship Productions), estrenada durante el New York International Fringe Festival, es una biografía en clave de comedia de Scott, coreografiada con su música y sus grabaciones. Volvió a ponerse en cartel en 2014 durante una gira de tres semanas en el New York's New Ohio Theater.[20]
- Manhattan Research, estrenada en el Lincoln Center en agosto de 2013, es un espectáculo de baile coreografiado por John Heginbotham y montado con la música de Raymond Scott.[21]

## Versiones y samples
- Gotye samplea la voz de Scott (tomándola de una demostración de instrumentos electrónicos de 1962) al final de "State of the Art," en su álbum de 2011 Making Mirrors.
- MF Doom, en su álbum de 2009 Born Like This, samplea la grabación "Bendix 1: The Tomorrow People" y "Lightworks" en la pista titulada "Lightworks" (que también samplea un beat de J Dilla).
- El álbum (2001) homónimo del grupo Gorillaz, contiene una canción titulada "Man Research (Clapper)" que emplea un sample de "In the Hall of the Mountain Queen" de Manhattan Research, Inc. El sample no estaba acreditado en el disco y el infringimiento fue reconocido en un acuerdo extrajudicial
- J Dilla, en su álbum Donuts (2006), interpreta "Lightworks," un remix del tema de Scott con el mismo nombre de Manhattan Research, Inc.. También se samplea brevemente "Bendix: The Tomorrow People."
- El-P, en su álbum en solitario, Fantastic Damage (Def Jux, 2002), interpreta el tema "T.O.J" que contiene samples de "Cyclic Bit", "Ripples (Montage)" y "County Fair (Instrumental)" de Raymond Scott (Manhattan Research, Inc.).
- Soul Coughing, en su álbum Irresistible Bliss (1996), lleva una pista titulada "Disseminated" que emplea samples de "The Penguin" del "Quintette" de Raymond Scott (versión reeditada en el CD Microphone Music); el álbum del grupo Ruby Vroom (1994) contiene otra pista llamada "Bus to Beelzebub" que adapta un motivo de "Powerhouse"; en el mismo álbum, el tema "Uh, Zoom Zip" usa un sample sin acreditar de "The Toy Trumpet" de Scott, aunque el tempo del sample ha sido manipulado hasta resultar irreconocible.
- The Kleptones usaron un sample de "IBM MT/ST: The Paperwork Explosion" en su canción "Work" del álbum A Night At The Hip-Hopera.
- Freezepop grabaron una versión de "Melonball Bounce", un jingle comercial que compuso Scott alrededor de 1960 para la bebida Sprite.
- La banda The Boys, de principios de los noventa, basada en un estilo Motown y R&B basaron "The Saga Continues" en la melodía de "Powerhouse".
- Venus Hum grabaron una versión de "Lightworks".
- Madlib, la estrella hip-hop ha usado numerosos samples de la obra de Scott, incluida la voz de "Baltimore Gas & Electric Co." en su tema "Electric Company", del álbum Beat Konducta Vol 1-2: Movie Scenes.
- Lee Press-on and the Nails versionaron también el "Powerhouse" de Scott en su disco Jump-Swing From Hell; la banda ha grabado también las composiciones de Scott "At An Arabian House Party" y "Devil Drums".
- moe. ha fusilado frecuentemente "Powerhouse" en jams de improvisación en directo, sobre todo Farmer Ben y Spine of a Dog.
- The Coctails grabaron un popurrí de "The Penguin/Powerhouse" para un sencillo de siete minutos lanzado por el sello de Bob Mould Singles Only Label (SOL) en 1992. El disco fue producido por Irwin Chusid, quien también toca la percusión de ese tema.
- TV on the Radio sampleó una versión lenta de la pieza de Scott "Night and Day" para su canción "Say You Do".
- Teengirl Fantasy sampleó "Portofino 2" para su pista "Portofino".
- La banda de ska de Save Ferris riffea "Powerhouse" en su canción "Superspy".